# Fahri Korutürk
Fahri Korutürk (n. 3 de agosto de 1903 - 12 de octubre de 1987) fue un político, oficial, diplomático turco que ocupó el cargo de sexto Presidente de Turquía.

## Biografía
Nació en Estambul, en Soğukçeşme Sokağı, una pequeña calle entre el Palacio de Topkapi y Santa Sofía. Asistió a la escuela de cadetes de la armada en 1916, se graduó de la Academia Naval en 1933. Korutürk sirvió en servicio activo en cruceros y submarinos y más tarde viajó al extranjero como agregado naval en Roma, Berlín y Estocolmo. En 1936, participó en la Convención de Montreux sobre el derecho de uso de los estrechos de Turquía como consejero militar. Se le hizo contraalmirante en 1950 y comandó diferentes unidades hasta que se convirtió en almirante.
Después de su retiro en 1960 del cargo de Comandante de la Armada de Turquía, Korutürk fue nombrado por el jefe de Estado Cemal Gürsel como embajador turco en la Unión Soviética y más tarde en España.
En 1968, el presidente Cevdet Sunay lo nombró miembro del Senado. El 6 de abril de 1973, la Gran Asamblea Nacional de Turquía lo eligió el 6.º presidente de la República de Turquía. Korutürk sirvió para el período constitucional de siete años hasta el 6 de abril de 1980. Posteriormente se convirtió en un senador.
Se casó en 1944 con Emel Korutürk y tuvieron dos hijos y una hija. Su apellido, Korutürk, se lo dio Mustafa Kemal Atatürk. Fahri Korutürk murió en Moda, Estambul. Sus restos descansan en el Cementerio del Estado en Ankara.

## Obras
- "İskajerak Deniz Muharebesi hakkında bir konferans" (Una conferencia sobre la Batalla de Skagerrak)

| Predecesor: Tekin Arıburun (interino)Cevdet Sunay | Presidente de Turquía 1973 - 1980 | Sucesor: İhsan Sabri Çağlayangil (interino) |